# Albert von Memerty

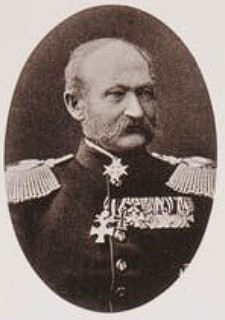

Albert Alexander von Memerty (* 8. Dezember 1814 in Damsdorf; † 24. Januar 1896 in Wiesbaden) war ein preußischer Generalleutnant.

## Leben

### Herkunft
Albert war der Sohn des preußischen Kapitäns a. D. und Herrn auf Damerkow Helmuth Friedrich Alexander von Memerty (1778–1851) und dessen Ehefrau Friederike Auguste Amalie, geborene von Bonin (1783–1861).

### Militärkarriere
Memerty besuchte die Stadtschule in Bütow, das Gymnasium in Konitz sowie die Divisionsschule in Danzig. Anschließend trat er am 8. März 1832 als Musketier in das 4. Infanterie-Regiment der Preußischen Armee ein und avancierte Mitte August 1835 zum Sekondeleutnant. Er fungierte von Juni 1840 bis September 1848 als Adjutant des I. Bataillons und stieg bis September 1852 zum Hauptmann und Kompaniechef auf. Unter Beförderung zum Major wurde Memerty am 23. November 1858 Kommandeur des III. Bataillons im 13. Landwehr-Regiment. Am 8. Mai 1860 folgte seine Kommandierung als Führer des Füsilier-Bataillons im 13. kombinierten Infanterie-Regiment, aus dem zum 1. Juli 1860 das 5. Westfälische Infanterie-Regiment Nr. 53 hervorging. Mit diesem Datum wurde Memerty zum Bataillonskommandeur ernannt, stieg Mitte März 1863 zum Oberstleutnant auf und nahm 1864 während des Krieges gegen Dänemark am Gefecht bei Rackebüll, der Belagerung und der Erstürmung der Düppeler Schanzen sowie dem Übergang nach Alsen teil.
Kurz vor dem Ausbruch des Krieges gegen Österreich wurde Memerty zum Kommandeur des 4. Ostpreußischen Grenadier-Regiments Nr. 5 ernannt und am 8. Juni 1866 zum Oberst befördert. Er führte sein Regiment im Rahmen des I. Armee-Korps in den Kämpfen bei Trautenau, Königgrätz sowie Tobitschau und wurde mit dem Roten Adlerorden III. Klasse mit Schwertern ausgezeichnet. Bei der Mobilmachung anlässlich des Krieges gegen Frankreich wurde Memerty am 18. Juli 1870 zum Kommandeur der 3. Infanterie-Brigade (Regimenter Nr. 4 und 44) ernannt sowie am 26. Juli 1870 zum Generalmajor befördert. Als Teil der 2. Infanterie-Division (Generalmajor von Pritzelwitz) nahm die Brigade im Rahmen der 1. Armee an der Einschließung von Metz teil. Am 14. August kam es zur ersten großen Bewährungsprobe seiner Truppen in der Schlacht von Colombey-Nouilly, dann am 31. August und 1. September in der Schlacht von Noisseville. Nach dem Fall von Metz konnte er aus gesundheitlichen Gründen nicht an der ersten Phase des Feldzuges der im Norden Frankreichs teilnehmen. Anfang Januar 1871 führte er dann eine Kombinierte Division im Rahmen der 1. Armee. Während des Gefechts von Tertry-Pœuilly am 18. Januar 1871 wurde er schwer verwundet. Memerty wurde für seine Leistungen mit beiden Klassen des Eisernen Kreuzes und dem Orden Pour le Mérite ausgezeichnet.
Durch seine Verletzung hinkte er zeitlebens und war daher nicht mehr feldverwendungsfähig. Memerty wurde daher am 3. Juni 1871 mit den Gebührnissen eines Brigadekommandeurs zu den Offizieren von der Armee versetzt und am 2. November 1871 zum Kommandanten von Danzig ernannt. In dieser Stellung erfolgte am 18. Januar 1875 noch seine Beförderung zum Generalleutnant, bis er schließlich am 14. August 1875 unter Verleihung des Sterns zum Roten Adlerorden II. Klasse mit Eichenlaub und Schwertern am Ringe verabschiedet wurde. Am 9. Oktober 1875 stellte man ihn mit seiner Pension zur Disposition. Anlässlich des 25. Jahrestages der Schlacht bei Colombey verlieh ihm Wilhelm II. am 14. August 1896 den Kronenorden I. Klasse.

### Familie
Memerty hatte sich am 31. Mai 1851 in Weichselmünde mit Pauline Agnes Bertha von der Mülbe (1831–1852) verheiratet. Nach ihrem frühen Tod ehelichte er am 17. Mai 1854 Agnes Ottilie Bertha von der Mülbe (1832–1901). Aus den Ehen gingen mehrere Kinder hervor.